# واو الکبیر
واو الکبیر یک منطقهٔ مسکونی در لیبی است که در اسیوط واقع شده‌است.